# Jarcia muerta

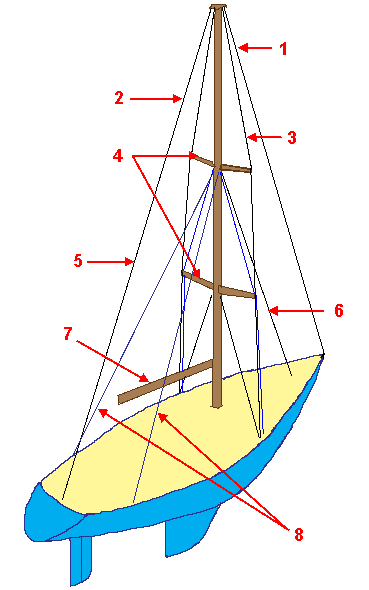
Componentes de la jarcia

En náutica, la Jarcia muerta es el conjunto de cables y cabos que en los veleros se disponen para mantener firmes los mástiles. Dado que permanecen tensos todo el tiempo reciben esta denominación.
Pertenecen a la jarcia muerta:

1. Estay proel o estay de galope

2. Estay popel

3. Obenques 

4. Crucetas

5. Estay popel

6. Estay de violín (Baby estay)

7. Botavara

8. Burdas de estay

- Estay: Son cables que sujetan los masteleros en sentido proa - popa.
- Obenque: Son cables que sujetan la cabeza de los masteleros a las bandas.
- Burda: Son cables de refuerzo a los obenques que se sujetan con más ángulo (más a popa y más bajos).
- Mostacho: Son cables que sujetan el bauprés a las amuras.
- Barbiquejo: Es un cable que sujeta el bauprés al tajamar.